# Ptakokřídlec Alexandřin
Ptakokřídlec Alexandřin (Ornithoptera alexandrae) je největší motýl na světě – samice dosahují svým rozpětím křídel mírně přes 25 cm. Jeho výskyt je omezen na lesy provincie Oro ve východní Papui Nové Guineji.
Druh je ohrožen a je jedním z nemnoha zástupců hmyzu, které jsou zapsány v Dodatku I úmluvy CITES, který zakazuje mezinárodní obchod s tímto druhem.

## Historie
Prvním evropským objevitelem druhu byl v roce 1906 Albert Stewart Meek, který byl zaměstnán jako sběratel při výpravě Waltera Rothschilda na Papuu Novou Guineu. Meek se tehdy pokoušel motýla chytit, ale jelikož se mu to nedařilo (létal příliš vysoko), rozhodl se jej nakonec sestřelit brokovnicí. Použil přitom speciální drobné broky, aby motýla nepoškodil příliš. Další dokladové exempláře pak už odchovával z larválních stádií, která objevil později. V roce 1907 pak baron Rothschild motýla vědecky popsal. Pojmenoval jej na počest královny Alexandry Dánské. 

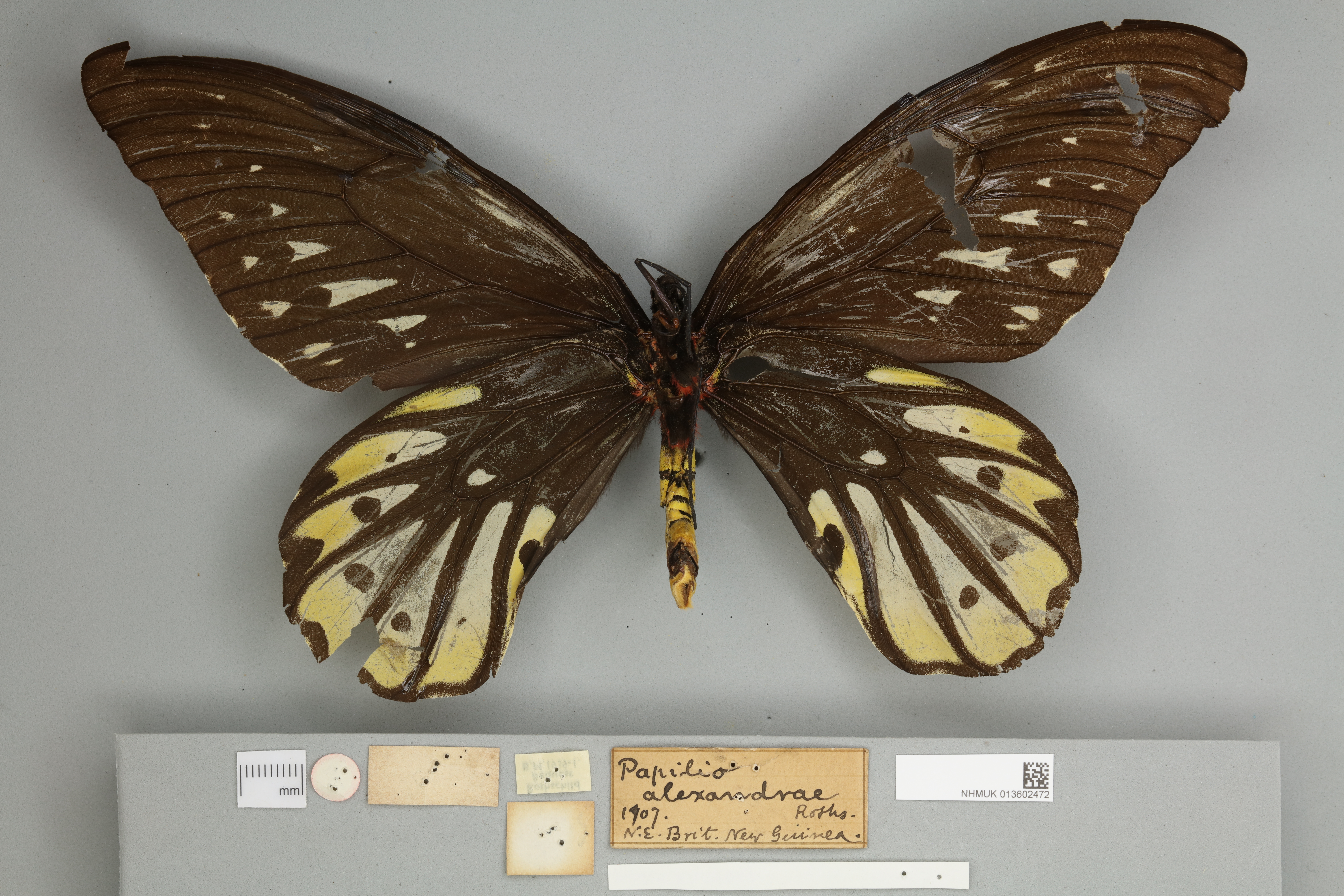
Holotyp Ornithoptera alexandrae (samice)

## Popis
Druh se vyznačuje výrazným pohlavním dimorfismem. Samice je zpravidla podstatně větší než samec, má také výrazně kulatější a širší křídla. Jejich rozpětí může u samice dosáhnout (a někdy i mírně překročit) 25 cm při délce těla 8 cm. Hmotnost samice může být až 12 gramů. Přední křídla samic jsou hnědá se dvěma řadami bílých, klínovitých znaků. Zadní křídla jsou také hnědá, na vnějším okraji zdobená řadou dostředných žlutých trojúhelníků. Hruď je hnědá s několika oblastmi červených chloupků, zadeček je zbarven smetanově.

Samci jsou zpravidla menší a jejich křídla jsou delší a užší. Rozpětí křídel se pohybuje přibližně mezi 16 a 20 centimetry. Přední křídla jsou duhově modrozelená s černým centrálním pásmem, zadní křídla jsou zelená nebo modrozelená s černým žilkováním. Zadeček je jasně žlutý.

## Vývojová stádia

### Vajíčko

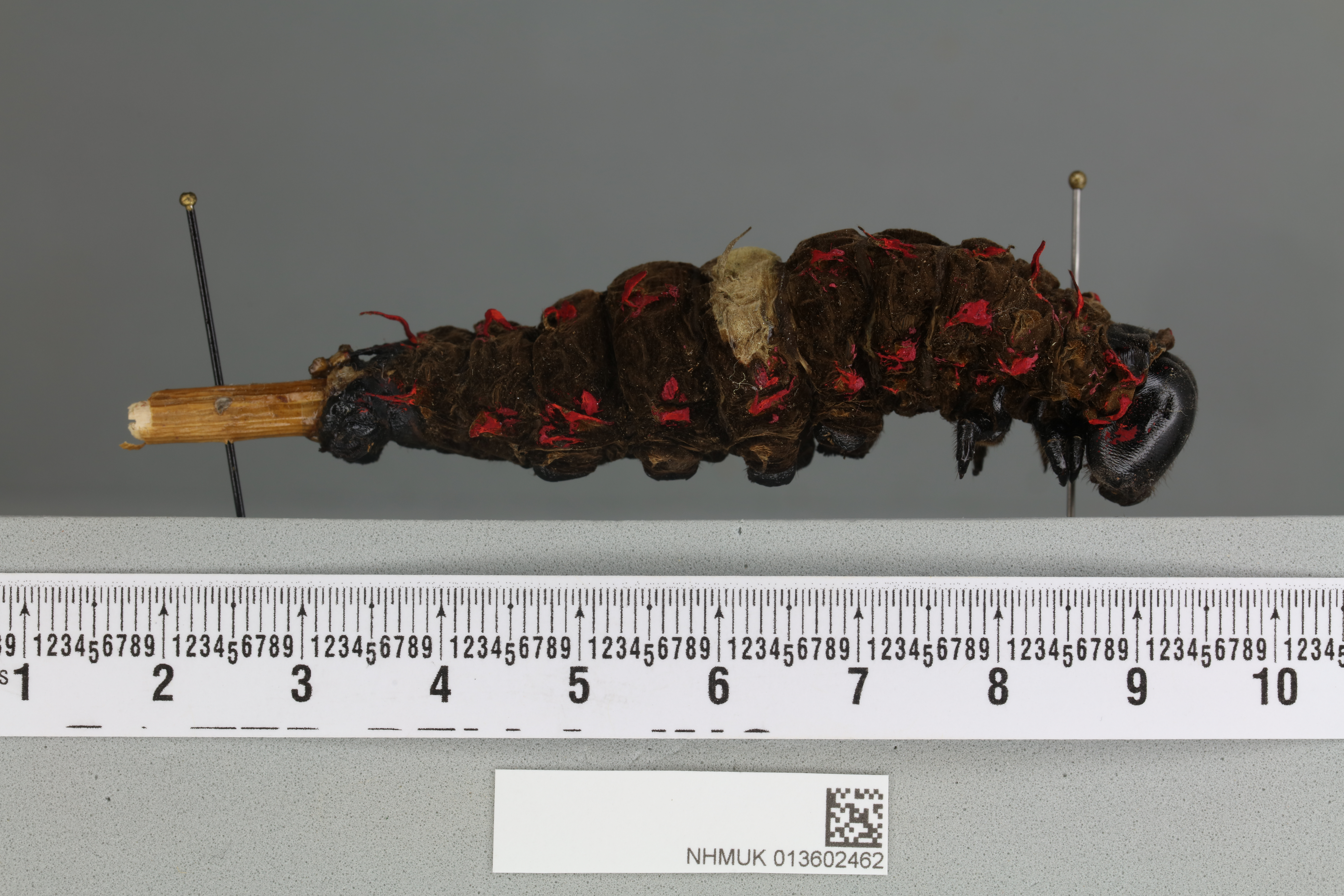
Housenka

Vajíčka jsou velká, světle žlutá a zespoda zploštělá, přilepená k podkladu. V ideálních podmínkách jsou samičky během života schopny naklást více než 240 vajíček. Běžně to však bývá kolem 20 až 30 kusů.

### Housenka
Housenky jsou černé s červenými výrůstky, uprostřed těla mají smetanově zbarvený příčný pruh. Po vylíhnutí nejprve spořádají obal vajíčka, teprve poté konzumují listy živných rostlin. Těmi jsou liány rodu Pararistolochia z čeledi podražcovitých (Aristolochiaceae). Pro tyto rostliny je typická přítomnost nefrotoxinu kyseliny aristolochové. Larvy mají k této látce vyvinutou toleranci a její akumulace způsobuje jejich jedovatost. Housenka se kuklí přibližně šest týdnů po vylíhnutí.

### Kukla

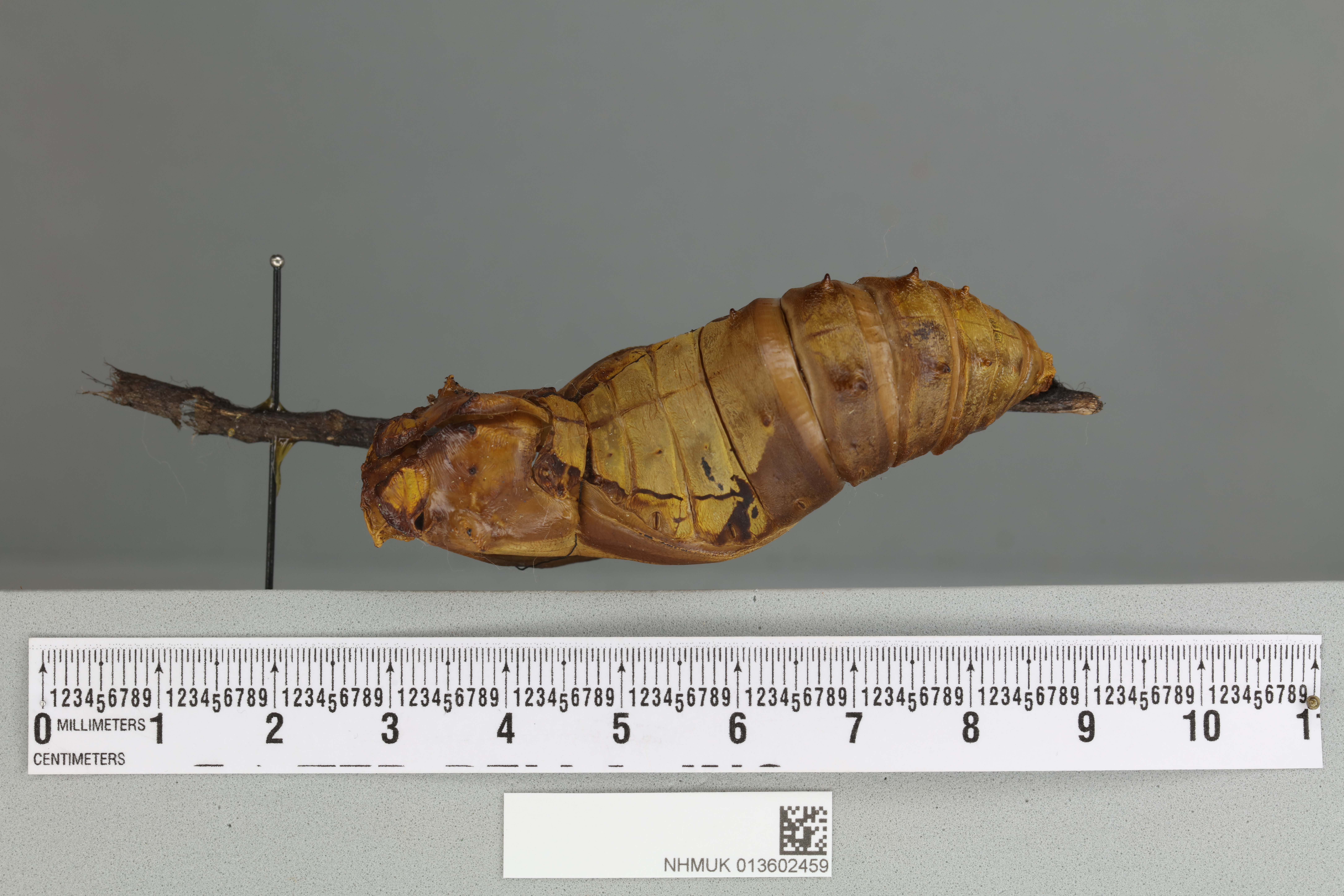
Kukla

Kukla má žlutou až bronzovou barvu; samčí kukly lze rozpoznat podle prosvítajícího černého pruhu na křídelní pochvě. Stádium kukly trvá přibližně jeden měsíc. Dospělec vylézá z kukly brzy ráno, dokud je v okolí vysoká vlhkost – předchází tím riziku, že by jeho velká křídla mohla zaschnout dříve, než se plně rozvinou.

### Imago
Dospělci žijí i tři měsíce a mají pouze nemnoho přirozených nepřátel – například pavouky rodu Nephila a některé menší druhy ptáků. Živí se nektarem rostlin s velkými květy (například ibišky), na kterých mohou přistát. Jedná se o zdatné letce; poletují zejména brzy ráno a pak opět před soumrakem. Sameček při námluvách létá nad potenciální partnerkou a vylučuje feromony, aby ji zlákal k páření. Pokud samička nabídku přijme, dovolí samečkovi přistát a nastane páření, které trvá okolo 2 hodin.
Samečci jsou vysoce teritoriální. Odhání dokonce i malé druhy ptáků.
Většinou létají ve stromovém patře vysoko nad zemí. Dolů klesají pouze kvůli potravě a kladení vajíček.

## Galerie

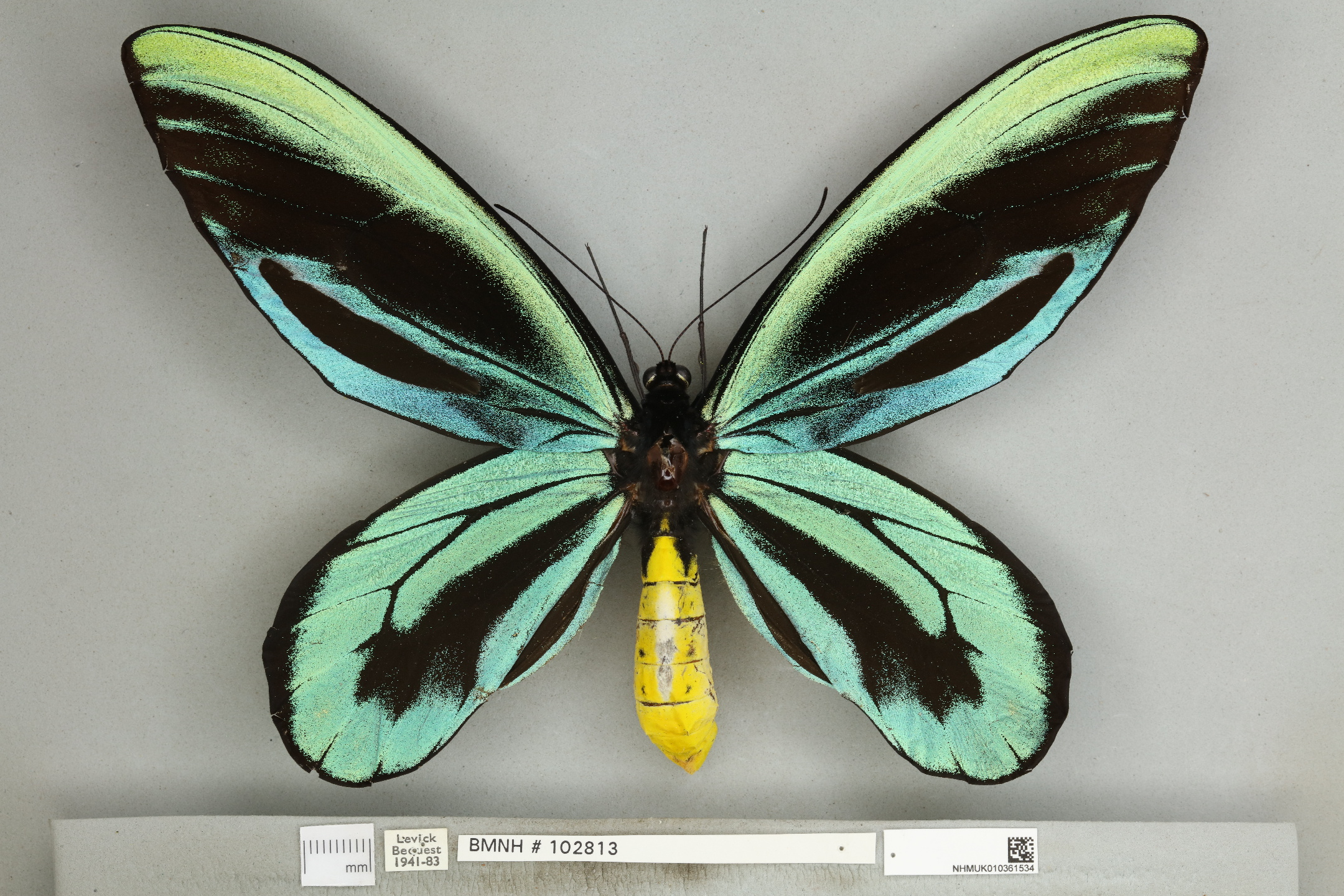
Dospělý samec (hřbetní strana)
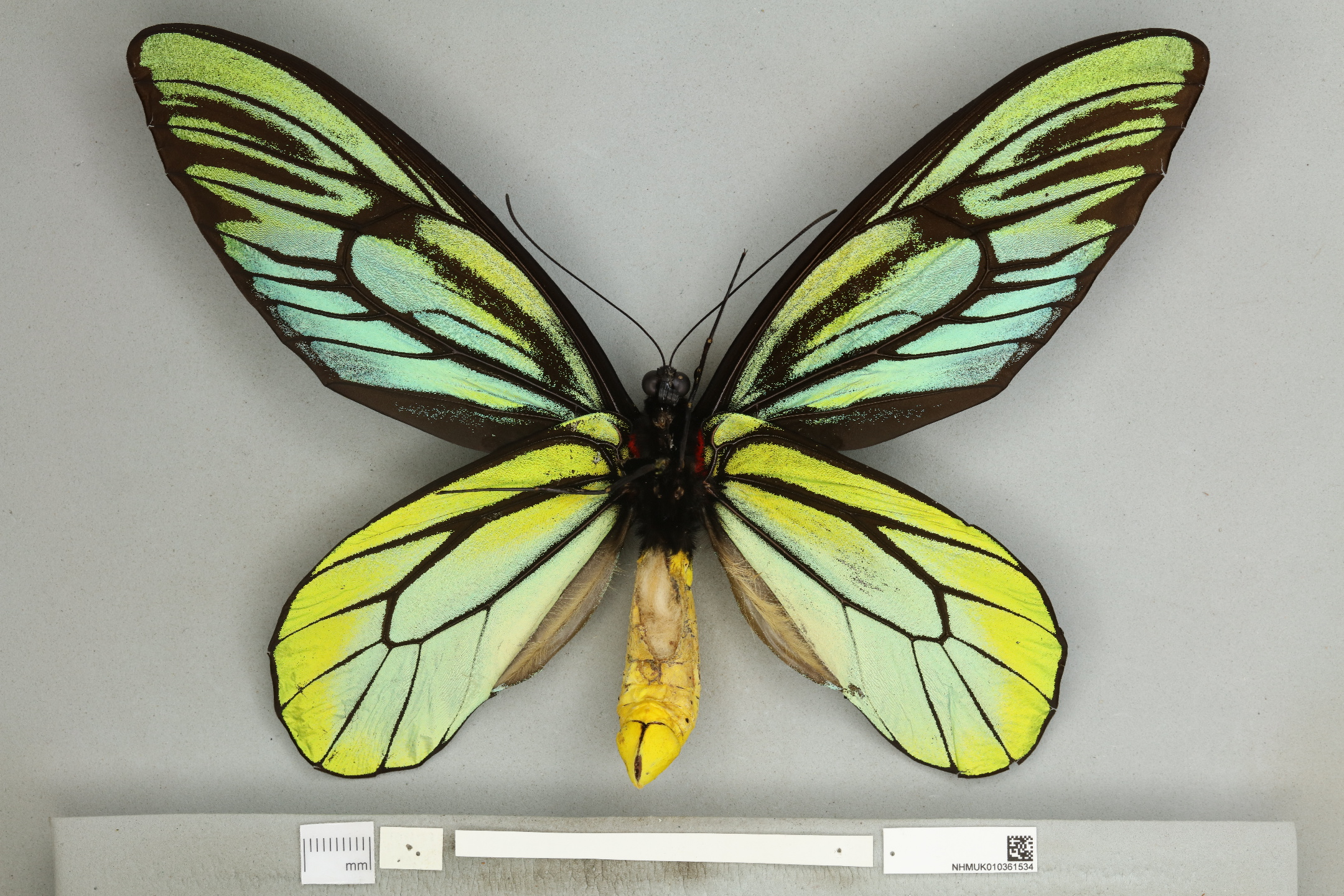
Dospělý samec (břišní strana)
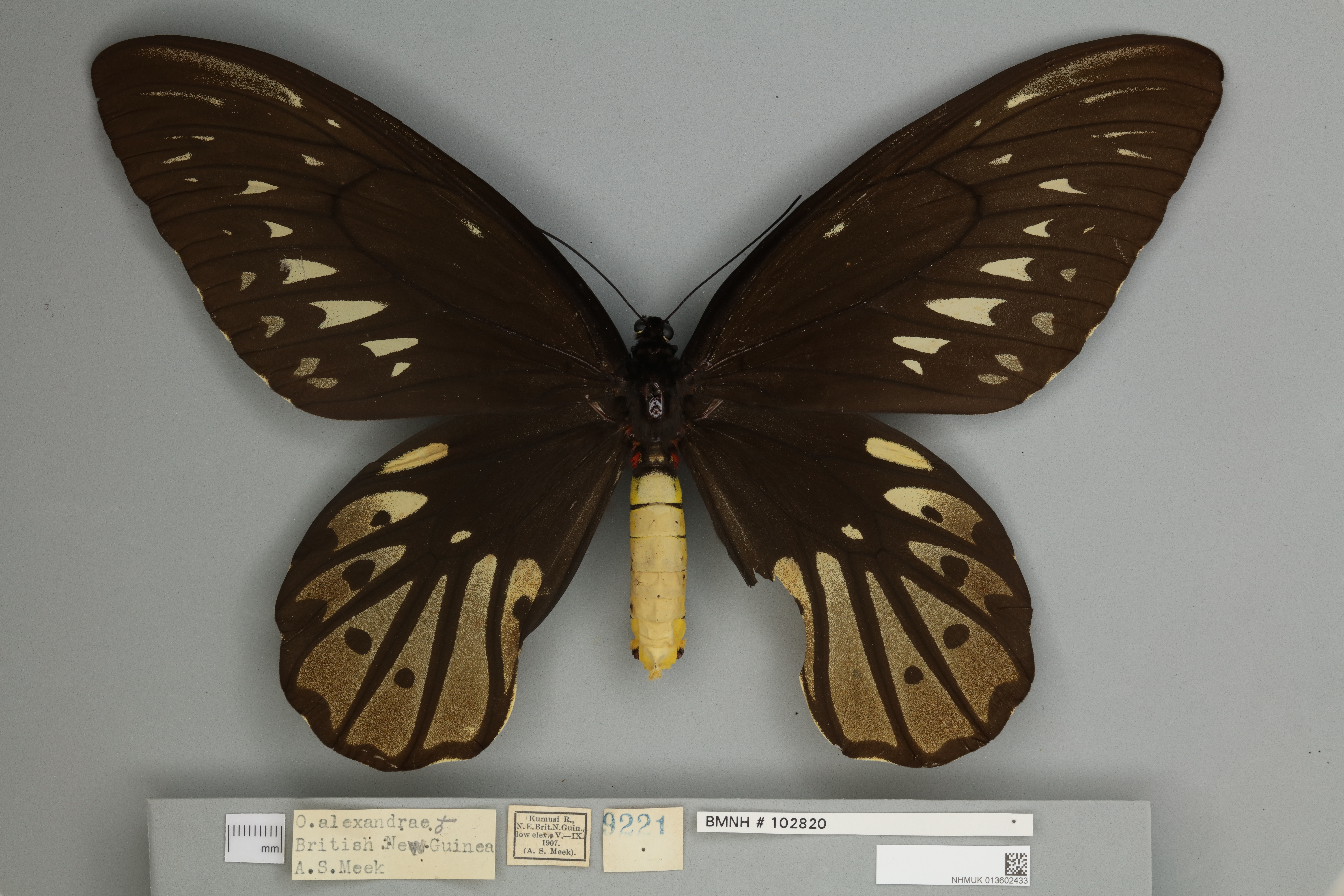
Dospělá samice (hřbetní strana)
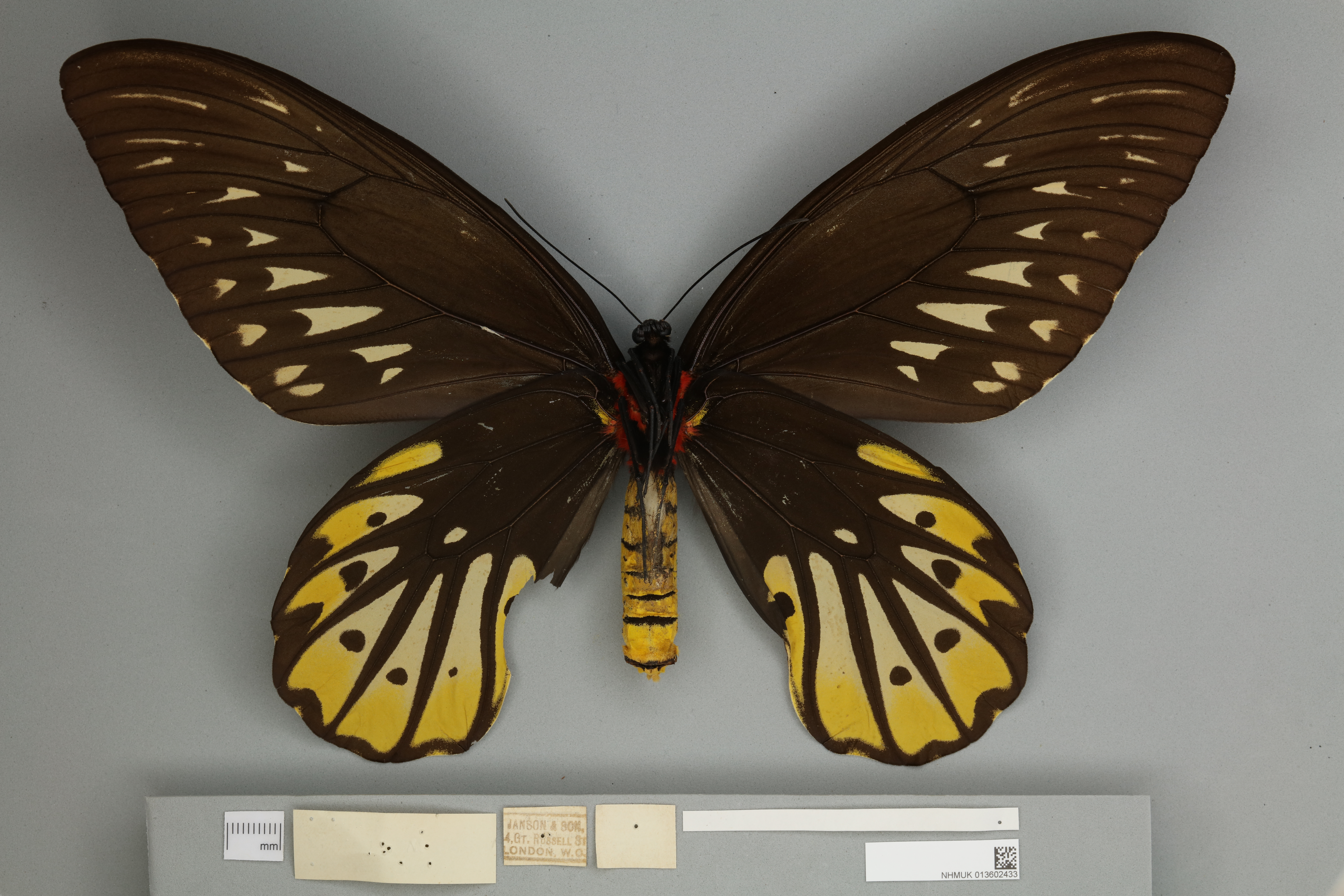
Dospělá samice (břišní strana)